# Scouse

Posizione del Merseyside all'interno dell'Inghilterra.

Lo Scouse (pronuncia [ˈskaʊs]) è l'accento della lingua inglese nella zona di Liverpool e nelle zone adiacenti del Merseyside.  La varietà di scouse parlata nello Wirral è conosciuta come Posh Scouse a causa di innumerevoli differenze nella pronuncia e le notevoli varianti presenti tra il paese di Runcorn e quello di Skelmersdale. L'accento scouse è fortemente distintivo e suona completamente diverso da quello delle vicine regioni del Cheshire e del Lancashire. Gli abitanti di Liverpool sono detti in inglese Liverpudlians ma spesso nel linguaggio colloquiale sono definiti Scousers.